# Bahía del Anabar
La bahía del Anabar (en ruso: Анабарский залив, romanizado: Anabarskiy Zaliv), a veces llamada golfo de Anabar,  es una bahía del Ártico siberiano ruso localizada en el mar de Láptev. Se extiende desde el cabo situado al este del estuario del río Anabar y la península Nordvik. La bahía Nordvik se encuentra más al oeste de la península, más allá del cabo Paksa, el extremo de la península.  La bahía del Anabar se abre hacia el norte y tiene cerca de 76 km de ancho y comprende el estuario del Anabar, que tiene unos 40 km de longitud con una anchura media de 10 km. Los inviernos son duros y la bahía está cubierta por el hielo la mayor parte del año.
Administrativamente, la bahía del Anabar y su entorno pertenecen a la república de Sajá de la Federación de Rusia.

## Geografía
La bahía del Anabar está orientada al norte y su anchura es de aproximadamente 76 km. Abarca el estuario de Anabar, que tiene una longitud  media de 40 km y 10 km de ancho. En esta inmensa bahía desembocan tres ríos: el río Anabar en el centro, el río Ouele en el este y el río Souolama en el oeste, siendo estos dos últimos a veces considerados afluentes del Anabar ya que desembocan en la ría.
El Coregonus sardinella, una especie de pez de la familia Salmonidae, el riapushka siberiano, se encuentra en la bahía y se congrega en grandes cantidades en el estuario de Anabar.
El clima gélido es especialmente duro, con inviernos largos que dejan la bahía cubierta de hielo durante gran parte del año.

## Historia
El barón Eduard von Toll (1858-1904) exploró la bahía de Anabar en 1893, que en aquella época era todavía una región casi desconocida del Ártico siberiano. Fue el primero en cartografiar la meseta de Anabar que separa el curso del Anabar del del río Popigaï.
Existieron, bajo el régimen soviético, dos campamentos de pioneros en la región: Khorgo, en la desembocadura del río, y Tostouïa, más hacia el interior, en el nacimiento del estuario.